# Galartza (Guipúzcoa)
Galartza es una entidad de población española del municipio de Arechavaleta, perteneciente a la provincia de Guipúzcoa, en la comunidad autónoma del País Vasco.

## Toponimia
El lugar puede aparecer referido como «Galartza» y «Galarza».

## Historia
Hacia mediados del siglo XIX, el lugar, una anteiglesia ya por entonces perteneciente a Arechavaleta, tenía contabilizada una población de 104 habitantes. Aparece descrito en el octavo volumen del Diccionario geográfico-estadístico-histórico de España y sus posesiones de Ultramar de Pascual Madoz con las siguientes palabras:

GALARZA: anteigl. del ayunt. de Arechavaleta en la prov. de Guipúzcoa (á Tolosa 10 leg.), part. jud. de Vergara (2 1/2), aud. terr. de Burgos (24), c. g. de las Provincias Vascongadas, dióc. de Calahorra (23): sit. en una altura y terreno costanero á la falda S. del monte Murugain, con clima templado y sano, combatido por el viento NO. Tiene 18 casas diseminadas, igl. parr. (Sta. Lucia) servida por un beneficiado, cura perpetuo y por un sacristan, 4 manantiales en la pobl. y varios en el térm., de aguas ferruginosas y dulces. Confina N. Guesalibar; E. Arechavaleta; S. Apozaga, y O. Guellano: el monte de que se ha hecho mérito, aunque pelado en su mayor parte, tiene todos sus alrededores poblados de árboles. El terreno es arcilloso: le baña un riach. conocido por el charco de Ubegui, cuyo curso es de E. á O.; desciende del Murugain. caminos: conducen á los pueblos inmediatos y se hallan en regular estado. El correo se recibe de Mondragon por el balijero de Arechavaleta, á cuya v. suelen acudir los interesados á recogerlo. prod.: trigo, maiz, castaña, lino, patatas, centeno, judias, cerezas, manzanas y nabos; cria ganado vacuno, lanar, cabrio y caballar, y caza de liebres, perdices y zorras. pobl.: 18 vec., 104 alm. riqueza y contr. con su ayunt. (V.)
(Madoz, 1847, p. 268)

En 2022, tenía empadronados 46 habitantes.